# Museo d'arte moderna e contemporanea (Penne)
Il Museo d'Arte Moderna e Contemporanea (abbreviato con l'acronimo MAMeC) è un museo d'arte situato a Penne, in provincia di Pescara, aperto nel maggio del 2011 e allestito all'interno del palazzo Castiglione.
Il museo si compone di tre macro aree, di cui le prime due che mettono in esposizione opere donate da Remo Brindisi al comune di Penne nel 1992 e un'altra, sempre con i lavori di Brindisi, con quelle lasciate in dote dalla famiglia Di Fabrizi-Savini; la terza mostra è costituita da una collezione di opere e di pitture raccolta da Enrico Galluppi chiamata Collezione Galluppi risalenti all'Ottocento e al Novecento e donata al museo nel 2003 da Giovanna Vallauri e sua figlia Teresa.
Un'altra sala del museo espone una collezione di colonne modulari in terracotta donato dallo scultore Salvatore Fornarola e vari arazzi di arte contemporanea risalenti al 2015-2016 realizzati da Mario Costantini, Andrea Mastrovito, Matteo Nasini, Gino Sabatini Odoardi e Marco Appicciafuoco.